# Karim Yahoui
 (mars 2024).
Si vous disposez d'ouvrages ou d'articles de référence ou si vous connaissez des sites web de qualité traitant du thème abordé ici, merci de compléter l'article en donnant les références utiles à sa vérifiabilité et en les liant à la section « Notes et références ».
Karim Yahoui est un acteur pornographique français.

## Carrière

### Les débuts
Il a fait ses débuts en 2003 pour Jean-Daniel Cadinot (French Art) sous le premier pseudonyme de Kamel Mehadi. Une scène tournée lors d'une séance de photographie est incluse dans le DVD Hammam, sorti en 2004. Toujours en 2003, il tourne à Paris et à Nice pour Berry Prod deux scènes qui figurent dans le DVD Plaisirs Multiples (2003) qui connaît un succès mitigé. En 2004, Karim Yahoui revient vers Jean-Daniel Cadinot pour le tournage d’une scène de pure comédie incluse dans le DVD Secrets de Famille. C’est alors pour Karim Yahoui le début d’une carrière marquée par des tournages nombreux et variés, désormais principalement dédiés à une diffusion sur internet.

### La carrière sur internet
Après les studios French Art et Berry Prod, Karim Yahoui se tourne vers HPG Production, pour lequel il tourne plusieurs films comprenant des scènes bisexuelles avec un homme et une femme, comme Le Jacuzzi ou Foot de chambre, mais aussi Black Blanc Beur I et II et Le Feu au cul. Bien d’autres scènes sont tournées, dont certaines fournies à l’éditeur Concorde. Karim Yahoui fait également une incursion plus marquée pour les studios Calientissimo, avec plusieurs scènes qui en découlent : Matthieu et Karim (avec l’acteur X Matthieu Mallet), Actif ? Donne-moi ton cul ! et Cul de rebeu bien gavé. De la collaboration entre les studios Calientissimo et Karim Yahoui est issu un DVD intitulé Calientissimo 4 - 100 % Beurs (& Rakailles) sorti en 2006.

### La photographie
Karim Yahoui fait aussi de la photographie. Son passage le plus marquant dans ce milieu demeure sa collaboration en 2004 avec le photographe parisien Yann Gouriou, qui donne lieu au site internet qui lui est dédié. Il décide alors de faire une pause dans sa carrière d’acteur pornographique.

## Le militantisme
Parallèlement à ses galipettes filmées, Karim Yahoui se tourne vers des activités militantes. Il s'engage notamment avec l’association Act Up-Paris, au sein de laquelle il crée la commission Prévention-Pornographie. À travers ce groupe, Karim Yahoui souhaite alerter les pouvoirs publics et le public lui-même sur le danger des tournages sans préservatif, ainsi que sur la nécessité d’interdire ce type de tournages (dit bareback), qui mettent en danger la santé des acteurs (transmissions d’IST). 

De son passage à Act Up-Paris sont tirés un dossier « Porno et sida » qui paraît dans le numéro 103 de la lettre Action d’Act Up-Paris, une interview pour le magazine Transversal ainsi qu’une tribune parue dans le journal Libération du 23 juin 2006 et intitulée « Porno sans capote, danger assuré ». Pour cette occasion, Karim parvient à réunir plusieurs noms de la pornographie qui signent alors cette tribune : Brigitte Lahaie, Estelle Desanges, Helena Karel, Ovidie, Loïc Luke, Matthieu Mallet.

## Filmographie
DVD
- 2003 : Plaisirs multiples
- 2004 : Hammam de Jean-Daniel Cadinot
- 2004 : Secrets de famille de Jean-Daniel Cadinot
- 2006 : Calientissimo 4 - 100 % Beurs (& Rakailles)

Internet
- 2005 : Le Jacuzzi
- 2005 : Foot de chambre
- 2006 : Le Feu au cul
- 2006 : Black Blanc Beur II
- 2006 : Matthieu et Karim
- 2006 : Actif ? Donne-moi ton cul !
- 2006 : Cul de rebeu bien gavé

Karim Yahoui est sorti du circuit pornographique en 2006.